# Criquetot-l'Esneval
Criquetot-l'Esneval è un comune francese di 2 398 abitanti situato nel dipartimento della Senna Marittima nella regione della Normandia.

## Società

### Evoluzione demografica
Abitanti censiti